# Paspalum candidum
Paspalum candidum là một loài thực vật có hoa trong họ Hòa thảo. Loài này được (Flüggé) Kunth mô tả khoa học đầu tiên năm 1815.